# Ignacio Morgado
Ignacio Morgado és catedràtic de Psicobiologia de l'Institut de Neurociència a la Facultat de Psicologia de la Universitat Autònoma de Barcelona, de la qual és degà fundador. Actualment imparteix classes de Psicologia fisiològica i duu a terme recerca experimental sobre recuperació de la memòria per estimulació elèctrica cerebral. Ha rebut diversos guardons acadèmics i ha fet estudis en centres internacionals de recerca (Universitats del Rhur, Alemanya, i d'Oxford, Regne Unit; Institut Tecnològic de Califòrnia, Caltech, EUA). Pertany a diverses societats científiques internacionals i ha estat assessor científic de l'editorial Ariel i Cosmocaixa Barcelona. És autor de més d'un centenar de treballs especialitzats sobre psicobiologia i neurociència cognitiva. Les seves darreres obres de divulgació són Emocions i intel·ligència social: una aliança entre els sentiments i la raó (Mina, 2006; edició castellana: Ariel 2007 i 2010) i Cómo percibimos el mundo: una aproximación a la mente y los sentidos (Ariel, 2012), Aprender, recordar y olvidar (Ariel, 2014) i La fábrica de las emociones (Ariel, 2015).